# Transiberiana
A ferrovia Transiberiana ou simplesmente Transiberiana (em russo: Транссибирская магистраль, Транссиб ou 'Transsibirskaya magistral', Transsib) é uma rede ferroviária conectando a Rússia Europeia com as províncias do Extremo-Oriente Russo, Mongólia, China e o Mar do Japão. É frequentemente associada com o comboio transcontinental russo que liga centenas de grandes e pequenas cidades da Rússia, tanto na Europa como na Ásia. Com 9 289 km, abrangendo oito fusos horários e levando vários dias para realizar uma viagem completa, é o terceiro mais longo serviço contínuo do mundo, depois dos serviços das linhas Moscovo-Pyongyang (10 267 km) e a Donetsk-Vladivostok (9 903 km), ambos os quais também partilham a ferrovia Transiberiana em muitas das suas rotas.

## História
Os planos originais e financiamento para a construção da ferrovia Transiberiana, para ligar a então capital São Petersburgo à cidade portuária de Vladivostok no oceano Pacífico, foram aprovados pelo Czar Alexandre II em São Petersburgo. O filho dele, o Czar Alexandre III, supervisionou a construção. O Czar nomeou pessoalmente Sergei Witte como Director dos Assuntos dos Caminhos-de-Ferro em 1889. Em 1891 o Czar Alexandre III abençoou oficialmente a construção do segmento do Extremo-Oriente da linha em Vladivostok e o primeiro segmento entre Chelyabinsk e Omsk. O Orçamento de Estado Imperial gastou na construção da linha 1,455 bilhões de rublos de 1891 até 1913, um recorde, só superado apenas pelo orçamento militar da Primeira Guerra Mundial.
Em Março de 1891, o futuro Czar Nicolau II e a Imperatriz Alexandra abriram e abençoaram a construção do segmento do Extremo-Oriente durante a sua passagem por Vladivostok, após a visita ao Japão no final da sua viagem à volta do mundo.
Funções: A ferrovia transiberiano liga o extremo oeste Russo ao extremo leste e serve como uma forma não só de transporte material como de pessoas, facilitando assim as trocas.

## Rotas

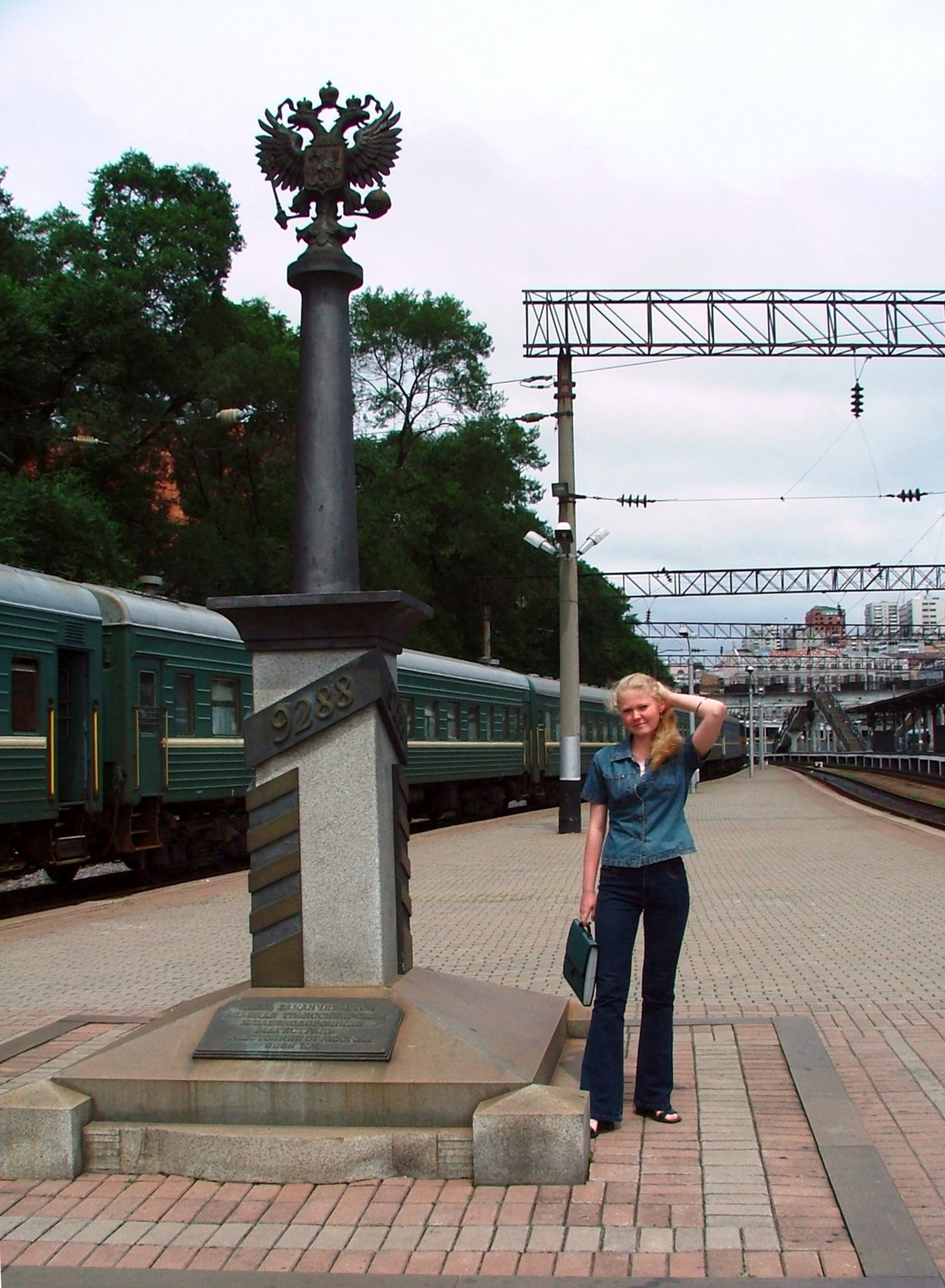
A marca do km 9288, no final da linha, em Vladivostok

### Linha Transiberiana
A rota principal é a linha Transiberiana inicia-se em  Moscou, passa por Iaroslavl no Volga, Perm no rio Kama, Ekaterinenburg nos Urais, Omsk no rio Irtysh, Novosibirsk no rio Ob, Krasnoyarsk no rio Ienissei, Irkutsk perto da extremidade sul do lago Baikal, Tchita, Blagoveshchensk, Khabarovsk e finalmente Vladivostok.  Frequentemente em vez do trecho Moscou-Iaroslavl-Kirov usa-se rota ferroviária Moscou-Vladimir-Níjni Novgorod-Kirov. A sua construção durou desde 1891 até 1916 e em 2002 a eletrificação foi finalizada. Cerca de 30% das exportações russas viajam por esta linha.

### Linha Transmanchuriana
A linha Transmanchuriana coincide com a Transiberiana até Tarskaya, algumas centenas de quilômetros a leste do lago Baikal. De Tarskaya a Transmanchuriana dirige-se para o sudeste, China adentro, terminando seu percurso em Pequim, sendo administrada pelo pessoal e administração russos baseados em Harbin, na Manchúria.

### Linha Transmongoliana
A linha Transmongoliana coincide com a Transiberiana até Ulan-Ude, na margem oriental do Baikal. De Ulan-Ude a Transmongoliana dirige-se para o sul, em direção de Ulaanbaatar, para depois dirigir-se ao sudeste, em direção de Pequim.

### Linha Baikal-Amur
Em 1991, uma quarta rota indo mais longe para o norte foi finalmente terminada, depois de mais de 50 anos de trabalhos esporádicos. Conhecida como a linha Baikal Amur (em verde no mapa), esta extensão inicia-se da linha Transiberiana, há várias centenas de quilômetros a oeste do lago Baikal, e passa pelo lago na sua extremidade norte. Chega ao Pacífico a nordeste de Khabarovsk, em  Sovetskaya Gavan (i.e., Porto Soviético, também conhecida como Sovgavan, Sovietgavan e, antigamente, Imperatorskaya Gavan, i.e., Porto Imperial). Apesar de esta rota dar acesso à sensacional costa norte do Baikal, ela também passa por algumas zonas de acesso restrito.